# Bada (cratera)
Bada é uma cratera marciana. Tem como característica 2.1 quilômetros de diâmetro. Deve o seu nome a Bada, uma localidade da Rússia.